# Dacan

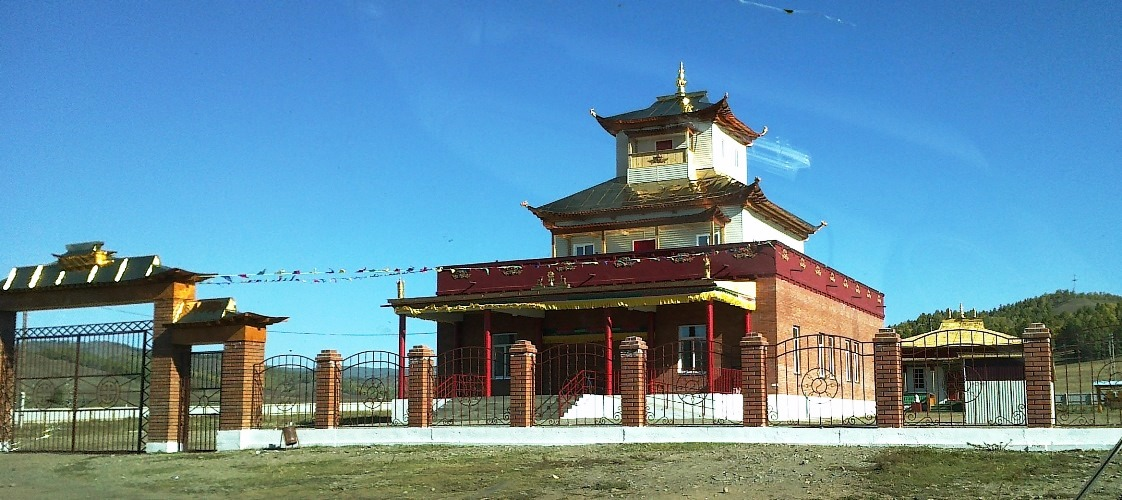
Dacan Tseezhe-Burgaltaiski w Buriacji

Dacan – termin oznaczający buddyjskie uczelnie-klasztory w tybetańskiej tradycji Gelukpy położone w Rosji, szczególnie w Syberii Wschodniej. Z zasady, dacan posiada wydział filozoficzny oraz medyczny. Przed XX w. dacany istniały tylko w Buriacji i na Zabajkalu.

## Lista dacanów w Rosji
- Dacan Chambyn Chure (Улан-Удэнский Дацан Хамбын Хурэ) w Ułan Ude
- Dacan Agiński (Агинский Дацан) w miejscowości Aginskoje w Buriacji
- Dacan Kurkumański (Курумканский Дацан) w Kurumkanie
- Dacan Sartuulski (Сартуул Гэгэтуйский Дацан) w Gegetuju
- Dacan Egitujski (Эгитуйский Дацан) w Egituju
- Dacan Sanagijski (Санагинский  Дацан) w Sanadze
- Dacan Iwołgiński (Иволгинский Дацан) w Iwołdze Górnej
- Dacan Kiżyngiński (Кижингинский Дацан) w Kiżyndze
- Dacan Bałdan Brejbun (Дацан Балдан Брэйбун) w Muroczach
- Dacan Tseezhe-Burgaltaiski (Цээжэ-Бургалтайский дацан) w Ust-Burgaltai w Buriacji
- Dacan Tunguski (Тугнуйский дацан) w Mukorszybirze
- Dacan Okiński (Окинский дацан) w Orliku
- Dacan Tamczyński (Тамчинский дацан) w Gusinooziorsku
- Dacan Kyreński (Кыренский дацан) w Kyreniu
- Dacan Chojmorski (Хойморский дацан) w Arszanie
- Dacan Ugdański (Угданский дацан)
- Dacan Ust-ordyński (Усть-Ордынский (Абатанатский) дацан) w Ust-Ordyńskim
- Dacan Aniński (Анинский дацан) w Anie
- Dacan Czesański (Чесанский дацан) w Chesanie
- Dacan Cugolski (Цугольский дацан) in Cugolu
- Dacan Gunzeczonej (Дацан Гунзэчойнэй) w Petersburgu